# Millington (East Riding of Yorkshire)
Millington – wieś w Anglii, w hrabstwie East Riding of Yorkshire. Leży 36 km na północny zachód od miasta Hull i 275 km na północ od Londynu. W 2001 miejscowość liczyła 217 mieszkańców.